# Contulma tica
Contulma tica is een schietmot uit de familie Anomalopsychidae. De soort komt voor in het Neotropisch gebied.